# Золотоордынско-генуэзские войны
Серия конфликтов между Золотой ордой и морскими республиками происходила по разные причинам и в основе на Крымском полуострове.
Эти конфликты происходили с XIII—XIV Которые сопровождались кровопролитием в Каффе и грабежом итальянских торговцев.

## Фон

### Интересы
Интересы Генуи состояли в торговле в Золотой орде и через свои опорные пункты купцы вели обширную посредническую торговлю. Они продавали зерно, соль меха, воск, мёд, рыбу, а также шерсть из причерноморских районов, 
На Запад шло прежде всего сырьё для ремесленных мастерских Европы (шёлк, шёлк-сырец), зерно, рыба, икра и специи. С Запада поступали готовые ремесленные товары, ювелирные изделия и драгоценные металлы.

## Конфликты

### Кампания1298—1299года
Ногай отправил своего внука Актаджи в Крым, чтобы тот собрал налоги в генуэзской колонии Каффе. Однако там Актаджи был убит местными жителями. На что его дед приказал отправить в Каффу огромное войско и велел опустошить полуостров, включая генуэзские территории.

### Кампания1308года
В 1308 году хан Токта напал на генуэзцев, якобы они сотрудничали с Тебризом и одновременно занимались похищением детей татар, чтобы продать их в рабство. Тохта предпринял карательные меры и переместил торговцев из Сарая в Солхат и изъял их товар. После он отправил армию против Каффы. Генуэзцы сопротивлялись долго, но в конце концов подожгли город и скрылись на своих судах. Войска Токты вошли в город, а после и разграбили его. Генуэзцы поддерживали ильхана Аргуна во время его борьбы с Золотой Ордой, и победа в Каффе нанесла тяжелый удар по интересам генуэзцев на Черном море. Агрессивное поведение Токты объясняется старой враждой Джучидов против Хулагуидов. Еще одна причина - продажа детей, которая не прикрывалась и лишала хана столь многих людей, что спровоцировало вооруженное нападение. По другим источникам, причина заключалась в том, чтобы наказать дерзких генуэзцев и показать свою власть. 

### Война1343—1347
В 1342 году, Джанибек выдал ярлык венецианским купцам, подтверждающий ярлык Узбека 1332 года (разрешение владений колониями в Азове и освобождение от ежегодной платы), но уже годом позже между Золотой Ордой и итальянскими колониями начался длительный конфликт. Во многом конфликты возникали по инициативе итальянских колониалистов в Причерноморье и Приазовье и получили столько привилегий, что чувствовали себя хозяевами этих земель, забывая, что находятся во владениях Золотой Орды. 
Подданные хана Золотой Орды итальянцы не уважали, что становилось причиной конфликтов. В 1343 году в Азове, во время уличной драки, знатный венецианец Андреоло Чиврано убил ордынского купца Ходжу Омара, который залепил ему пощечину. 
Позже из-за этого жители и посетители Азова были ограблены или убиты, а остальным пришлось бежать в Каффу или на родину в Италию. Результатом стычки стали огромные финансовые потери венецианских, генуэзских, флорентийских и пизанских торговцев - более полумиллиона золотых флоринов, а также резкий рост цен в Европе на восточные товары, зерно и рыбу. 
Джанибек, разгневанный на европейцев, которые вели себя вызывающе в его владениях, ввел против них экономические санкции, повелев изгнать всех итальянских торговцев из Тана сроком на пять лет.  
Хан предпринимал и другие карательные меры. В устье Дона было разрушено поселение Порто-Пизано, принадлежавшее пизанским купцам, которые практически полностью лишились возможности вести торговлю в Золотой Орде. Венецианский сенат, признал Чиврано виновником и арестовал его, после чего уведомил хана вместе с просьбой вернуть венецианцам право торговать в Азове. Джанибек пошел на мир и выразил готовность к миру. Чтобы добиться максимального успеха, венецианцы вступили в союз со своими давними врагами, генуэзцами Каффы, решив совместно потребовать возмещения потерь, понесенных в Азове в результате конфликта с местным населением. Узнав об этих переговорах, хан Джанибек начал подозревать, что итальянцы заключили против него союз, и в 1344 году отправил на Каффу войско. Поводом для похода послужил отказ генуэзцев Каффы выдать хану убийцу Ходжи Омара для суда по ордынским законам - Каффу взять Орде не удалось. Ее население оказало достойное сопротивление, помимо описанных выше нападений ордынских войск Ногая, Токты и Узбека, генуэзцы Каффы пережили еще ряд осад. Ордынские потери составили 15 тысяч человек. Ордынцы оставили все свои осадные машины и были вынуждены отступить. Отступая, хан уничтожил еще одно генуэзское поселение – Чембало, город был взят и сожжен, а жители его разбежались. Тем не менее, хану пришлось начать мирные переговоры с Генуей. 
Однако год спустя Джанибек возобновил осаду. Его войска вновь не добились успеха; ханский беклярибек Могул-Буга, командовавший войсками, решился на крайнюю меру, применив "биологическое оружие". Через стены крепости с помощью катапульты было переброшено тело человека, умершего от чумы. В жаркое время года в тесном и не очень чистом городе сразу вспыхнула эпидемия. Многие из-за этого бежали в Венецию и Геную. Однако среди беглецов оказались зараженные, которые принесли страшную болезнь в Европу. Так началась эпидемия чумы 1348–1349 гг., которая, по некоторым сведениям, выкосила до 60% европейского населения. Исследователи высказывали предположение, что кафинцам удалось откупиться от ордынцев, и последние сняли осаду. 
Однако несмотря на столь трагические последствия осады Каффы для всей Европы, Джанибеку так и не удалось взять Каффу и пришлось снова отступить. Тем не менее хан, все же, запретил итальянцам торговать в Золотой Орде. Год спустя запрет был снят, и они снова могли вести свою торговлю во владениях Джанибека. В 1347 году венецианцы получили новый ханский ярлык, в котором только налог с оборота был увеличен до 5%. 

### Конфликт1353—1356
В 1353 году произошел еще один венециано—ордынский конфликт, на этот раз в Средиземноморье. Где шла очередная венециано-генуэзская война, венецианцы взяли генуэзскую галеру и захватили в плен ее пассажиров и их имущество. Там были ордынские купцы, одного из них убили, а остальных разделили догола и бросили в темницу. Но венецианцам повезло, Джанибек в это время улаживал внутренние проблемы. 
К концу правления Джанибека, в 1356 году, венецианцы сумели прийти к соглашению с ханом, крымский даруга Рамадан выделил им в качестве дополнительной фактории крымский городок Янгишехр, в котором действовал прежний 3% налог. Несомненно, такая щедрость хана объясняется тем, что он собирался устроить поход на завоевание Азербайджана, и поэтому нуждался в деньгах и не желал каких бы то ни было конфликтов на территории Золотой Орды. [./Золотоордынско-генуэзские_войны#cite_note-_5be7da3f9d4a24e0-2 [2]]